# 四朵玫瑰

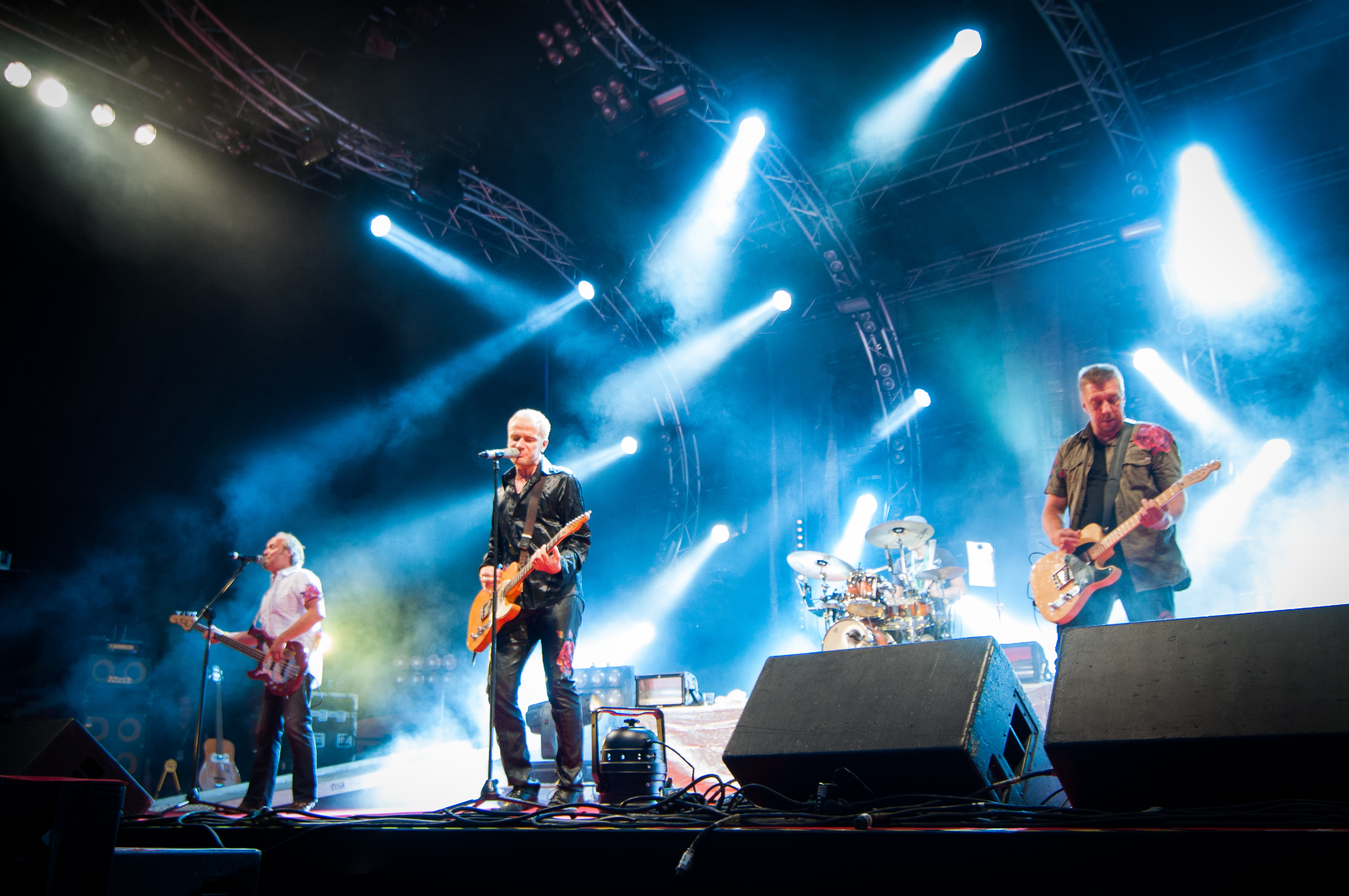
2011年四朵玫瑰乐队在伊洛萨里摇滚节上演出时的情景

四朵玫瑰（芬蘭語：Neljä Ruusua）是一支在1982年成立于芬兰约恩苏的流行摇滚乐队。乐队最初的名字为经济钱包（芬蘭語：Talouskukkaro）。乐队由主唱伊尔卡·阿兰科、吉他手彼得里·"科德"·科伊斯蒂宁（Petteri "Kode" Koistinen）、贝斯手亚里·"拉德"·拉科宁（Jari "Lade" Laakkonen）、鼓手卡里·"凯米"·凯麦莱宁（Kari "Kämy" Kämäräinen）及键盘乐器手马蒂·索梅拉（Matti Suomela）组成。索梅拉在1985年离开后乐队改名为现今名字。
四朵玫瑰的头两张专辑发行于1987年。乐队的第三张专辑《日安》（Hyvää päivää）在两年后发行，成为该乐队首张进入芬兰官方专辑榜单的专辑。1990年发行的《晚安曼谷》（Hyvää yötä Bangkok）突破了金唱片的销售量，而1992年发行的《哈罗》（Haloo）则达到了白金唱片的销售量。第五张专辑《流行乐宗教》（Pop-uskonto）曾排名芬兰官方专辑榜单首位，销售量也达到了白金唱片的数量。
在1990年代中期乐队决定进入国际市场，并以“4R”的名字发行了两张英语专辑。1999年乐队重新采用芬兰语演唱并发行了专辑《新浪潮》（Uusi aalto），该专辑闯入专辑榜单首位，并达到金唱片的销售量。乐队在2001至2006年间又发行了三张专辑，之后乐队宣布不限期地停休。2011年时乐队重新归队并在伊洛萨里摇滚节上作为主打乐队演出。2012年乐队发行了第13张专辑《苦怨的月亮》（Katkera kuu）。再此以后乐队还发行了两张新的专辑。
四朵玫瑰乐队总共获得过埃玛奖的四次提名，并赢得过两次。乐队的专辑在芬兰的销售量超过40万张。